# I'm Gonna Make You Love Me
I'm Gonna Make You Love Me är en soullåt komponerad av låtskrivarduon Gamble and Huff och Jerry Ross. Låten är främst känd i en version med Diana Ross & the Supremes och The Temptations som gavs ut sent 1968 av skivbolaget Motown. Den gavs dock först ut 1966 i en version av Dee Dee Warwick. Även Madeline Bell fick en mindre amerikansk hit med sin inspelning från 1968.
The Supremes och The Temptations version spelades in till deras "duettalbum" Diana Ross & the Supremes Join the Temptations, utgivet i november 1968.

## Listplaceringar
| Lista (1968-1969) | Position              |
| ----------------- | --------------------- |
| Australien        | 17 (Go Set)           |
| Danmark           | 9 (DR "Top 10")       |
| Irland            | 6                     |
| Kanada            | 2 (RPM)               |
| Storbritannien    | 3                     |
| Sverige           | 7 (Kvällstoppen)      |
| Sverige           | 3 (Tio i topp)        |
| USA               | 2 (Billboard Hot 100) |